# Гаурама
Гаурама (порт. Gaurama)  —  муниципалитет в Бразилии, входит в штат Риу-Гранди-ду-Сул. Составная часть мезорегиона Северо-запад штата Риу-Гранди-ду-Сул. Входит в экономико-статистический  микрорегион Эрешин. Население составляет 6311 человек на 2006 год. Занимает площадь 204,149 км². Плотность населения — 30,9 чел./км².

## История
Город основан 15 декабря 1954 года.

## Статистика
- Валовой внутренний продукт на 2003 составляет 91.893.541,00 реалов (данные: Бразильский институт географии и статистики).
- Валовой внутренний продукт на душу населения на 2003 составляет 14.475,98 реалов (данные: Бразильский институт географии и статистики).
- Индекс развития человеческого потенциала на 2000 составляет 0,814 (данные: Программа развития ООН).